# St. Georg (Siegelsbach)

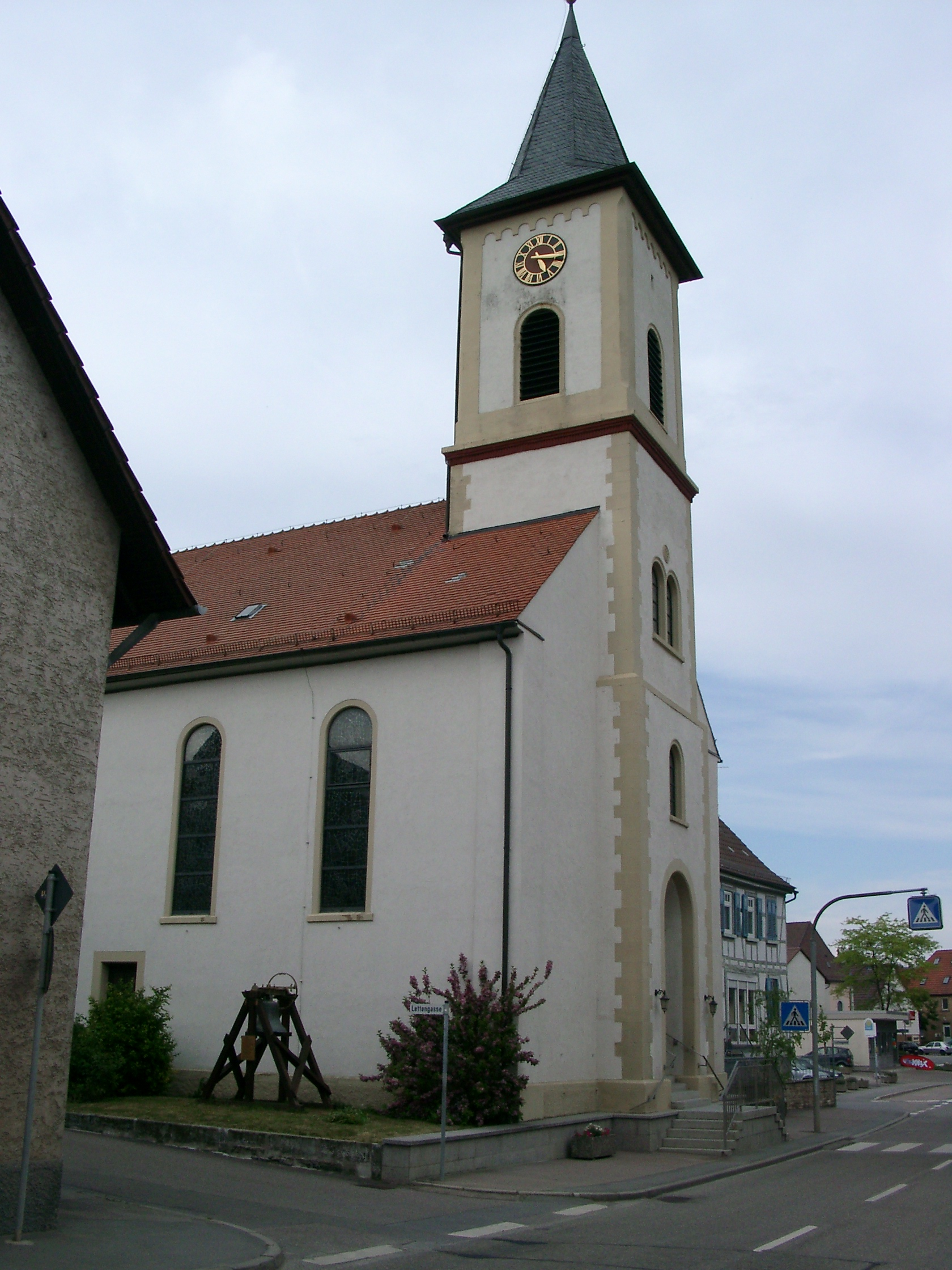
Katholische Kirche St. Georg in Siegelsbach

St. Georg ist eine 1858 geweihte katholische Kirche in Siegelsbach im Landkreis Heilbronn in Baden-Württemberg. Das dem Heiligen Georg geweihte Bauwerk geht auf die ursprüngliche Kirche des Ortes zurück, die im 16. Jahrhundert reformiert und 1711 unter der damaligen katholischen Ortsherrschaft den Katholiken zugeschlagen worden war. Nach dem Abriss des alten Gebäudes wurde 1858 das heutige Gebäude erbaut, dessen Inneres von Renovierungsmaßnahmen des 20. Jahrhunderts geprägt ist.

## Geschichte

### Kirchengeschichte
In Siegelsbach bestand vermutlich bereits seit dem Beginn der Besiedlung eine dem Heiligen Georg geweihte Kapelle, die 1384 erstmals erwähnt wurde und 1476 Filialkirche von Hüffenhardt war. Die Kapelle lag am südwestlichen Ende des sich in nordöstlicher Richtung längs der Hauptstraße fortsetzenden Dorfes. Die alte Kirche hatte einen etwa 22 Meter hohen Turm, an den das Kirchenschiff angebaut war. Im Sockel des Turmes befand sich (vermutlich nach Osten ausgerichtet) der Hochaltar. Der Turm hatte einen etwa 10 Meter hohen steinernen Sockel, darauf ein etwa 9 Meter hohes Fachwerkgeschoss und darauf nochmals einen hölzernen Aufbau.
Unter der Ortsherrschaft der Herren von Hirschhorn wurde Siegelsbach zur selbstständigen Pfarrei und in der ersten Hälfte des 16. Jahrhunderts reformiert, worauf künftig in der Kirche lutherische Pfarrer waren. Im Dreißigjährigen Krieg wurde die alte Kirche beschädigt und anschließend wieder hergerichtet. Die Pfarrstelle war während des Krieges zeitweise unbesetzt, und die Gemeinde wurde Filiale von Haßmersheim, während der rein lutherische Ort Siegelsbach nach dem Aussterben der Herren von Hirschhorn direkt von der kurfürstlichen Rechenkammer der Kurpfalz verwaltet wurde. Im späten 17. Jahrhundert wurden nach Amtsantritt des katholischen Kurfürsten Philipp Wilhelm die Katholiken, Lutheraner und Reformierten in der Kurpfalz gleichberechtigt.

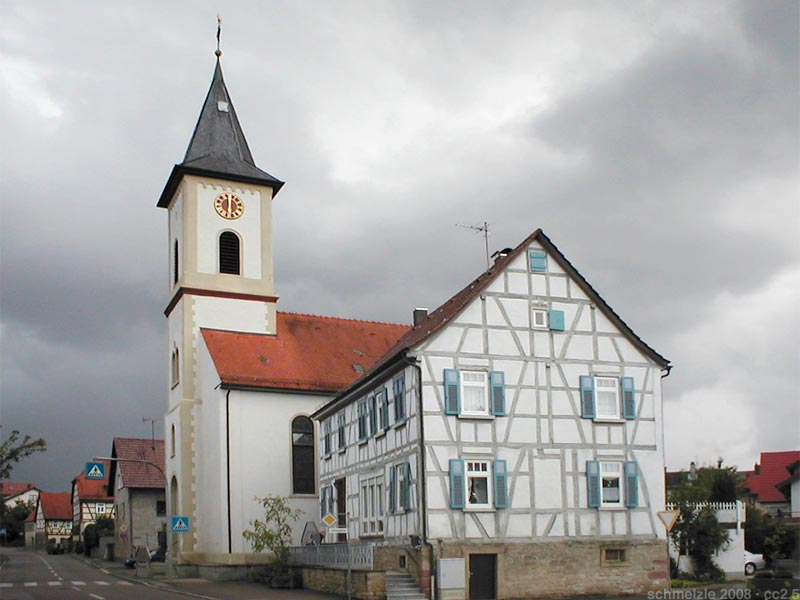
Von 1853 bis zum Neubau 1858 fanden Gottesdienste im katholischen Schulhaus bei der Kirche statt.

1698 kam Siegelsbach an den katholischen Hofkanzler des Kurfürsten, Franz Melchior von Wiser. Er und seine Nachkommen, die Grafen von Wiser wollten Siegelsbach zum Katholizismus bewegen und sprachen hierfür umgehend einem katholischen Geistlichen die Hälfte des Pfarrhauses zu. Die katholische Gemeinde bestand zunächst fast nur aus der gräflichen Familie und deren Bediensteten, wuchs aber durch die Aufnahme von Siedlern aus Österreich, Bayern und Italien allmählich an. Die Kirche wurde zunächst noch simultan benutzt, bis der Graf von Wiser 1710 den evangelischen Pfarrer vertrieb und Anfang 1711 die Evangelischen bei Strafe vollends der Kirche verwies. Die evangelische Gemeinde feierte Gottesdienste künftig im Rathaus und erbaute ab 1765 eine eigene Kirche.
Die katholische Gemeinde hatte unterdessen einen raschen Wechsel von 16 Pfarrern zwischen 1711 und 1750. Die Pfarrei war unter den Pfarrern als „schlechteste der ganzen Diözese Worms“ und als „exilium und Fegefeuer“ verrufen, es gab bittere Armut und ein „erbärmliches“ Pfarrhaus. Ab 1777 war die Pfarrstelle zeitweise unbesetzt und wurde von Dominikanern aus Wimpfen versehen. Nach 1783 gab es wieder einen Pfarrer, der jedoch laufende Schwierigkeiten mit der ab 1788 wieder im Ort wohnenden Grundherrenfamilie von Wiser hatte, die auch Kirchenpatronen waren. Nach seinem Tod 1802 blieb die Stelle bis 1815 erneut unbesetzt. Die Kirche war 1783 bereits in schlechtem Zustand, 1808 war der inzwischen seitwärts geneigte Turm einsturzgefährdet, und Baumeister Rauschenbach aus Obrigheim sprach sich für einen Neubau der gesamten Kirche aus, für den jedoch keine Geldmittel zur Verfügung standen. Der Turm wurde notdürftig repariert. Wegen fortschreitender Schäden musste die Kirche am 10. März 1853 polizeilich geschlossen werden. Gottesdienste fanden vorübergehend in der benachbarten katholischen Schule sowie in der Filialkirche in Heinsheim statt. Die alte Kirche wurde im November 1857 schließlich abgebrochen.

### Kirchenneubau 1858

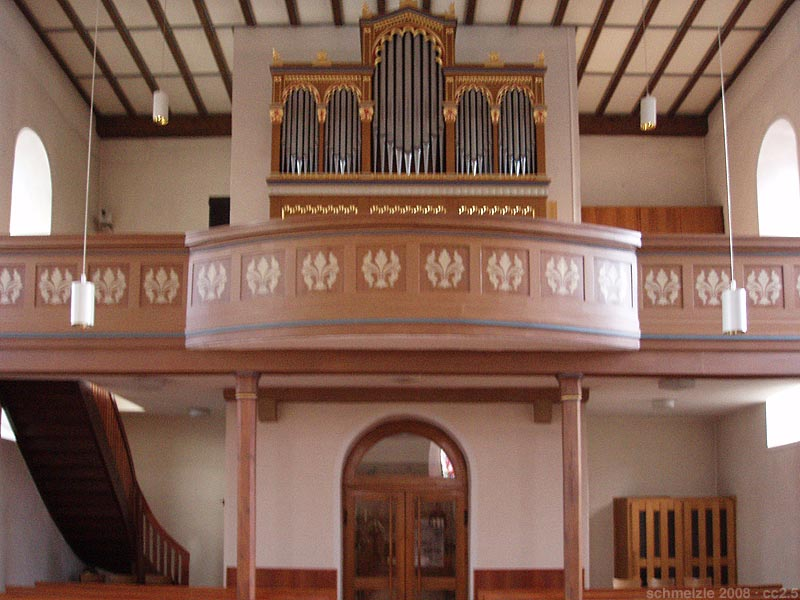
Die Orgel wurde 1860 eingebaut und 1984 renoviert

Der Neubau der Kirche erfolgte nach Plänen des Rappenauer Salinenwerkmeisters Josef Fritschi von April bis Oktober 1858. Die Weihe der neuen Kirche erfolgte am 26. Oktober 1858. Die Kirche war nun nicht mehr geostet, denn ihr Chor befindet sich im Nordwesten, während der im Südosten befindliche, massiv aus Stein gemauerte Turm als Durchgangsportal ausgestaltet ist. 1860 wurde eine Merklin-Orgel auf der dem Chor gegenüberliegenden Empore installiert.
Die Kirche wurde vollständig im Stil des Historismus ausgemalt. Die Ausmalung bestand größtenteils aus floralen Elementen, zeigte aber auch Heiligenfiguren und Engel. Der Altar und das Tabernakel befanden sich am Kopfende des Chors, links und rechts des Triumphbogens zum Chor waren Seitenaltäre und Heiligengemälde. Die historische Ausstattung wurde 1927 restauriert.
Die Kirche hatte zunächst eine 1810 bei Lucas Speck gegossene Glocke, die 1887 um zwei weitere Glocken ergänzt wurde. Obwohl mehrfach neue Glocken beschafft wurden, hat sich die alte Glocke von 1810 im Besitz der Gemeinde erhalten und ist heute neben der Kirche ausgestellt.

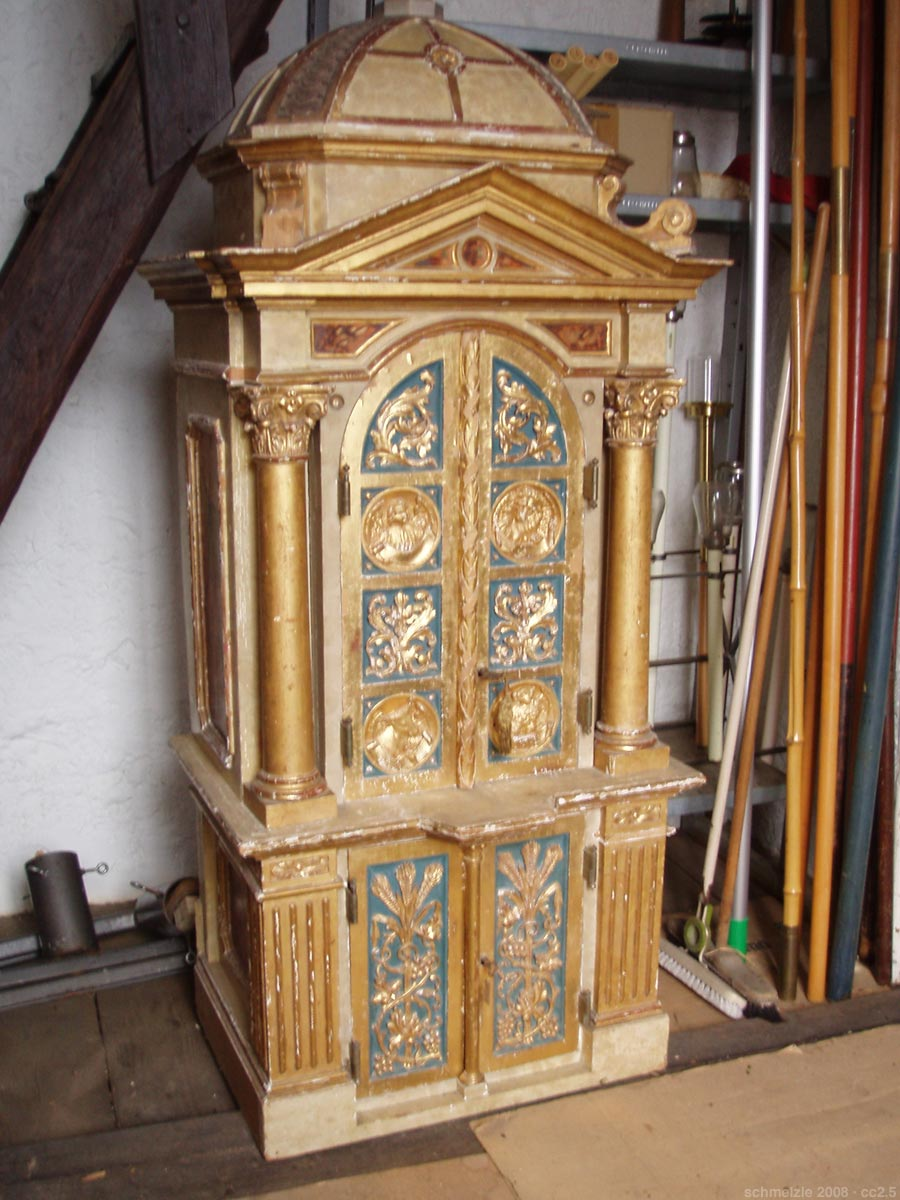
Altes Tabernakel
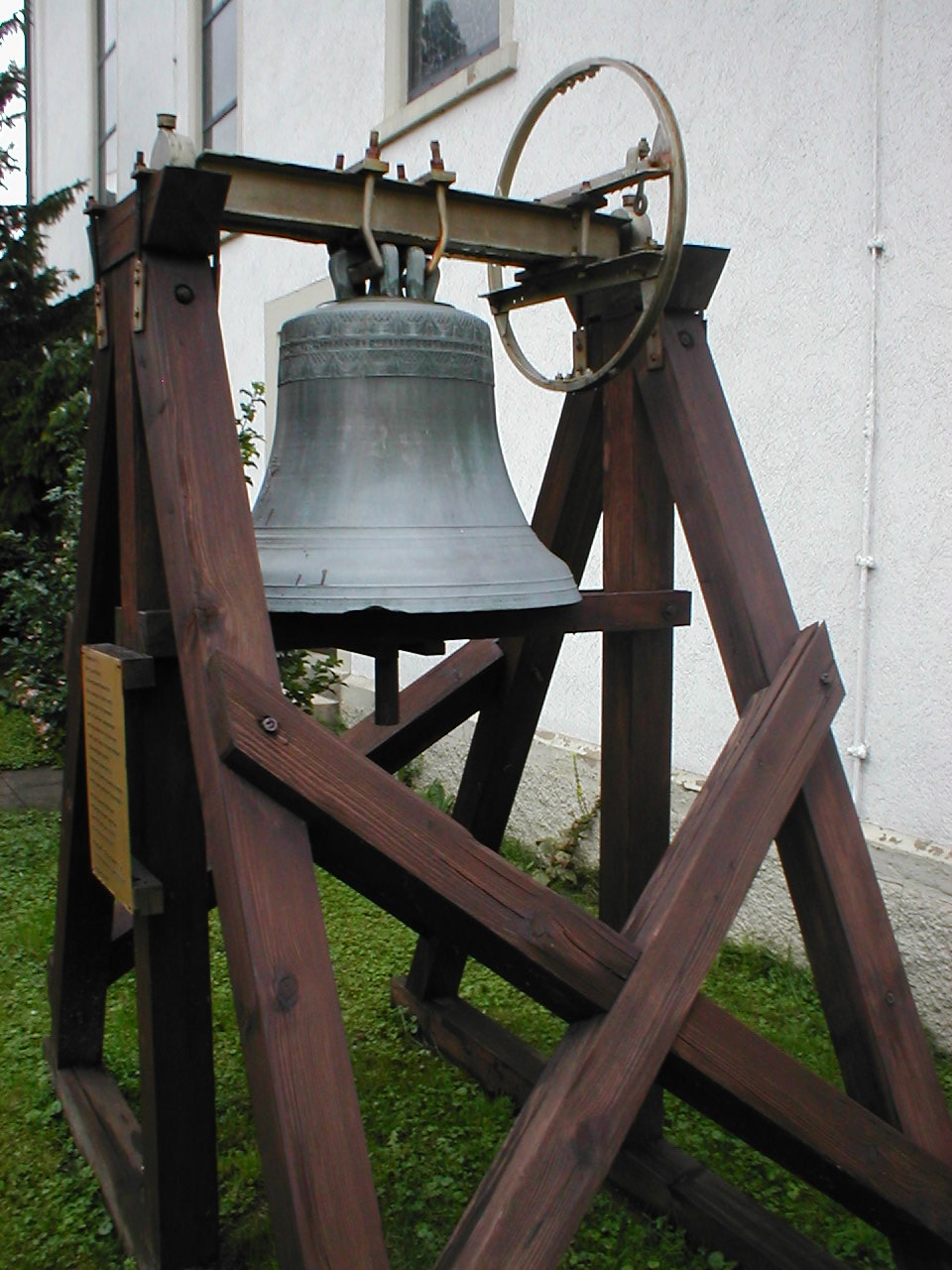
Glocke von 1810

### Umgestaltung 1956

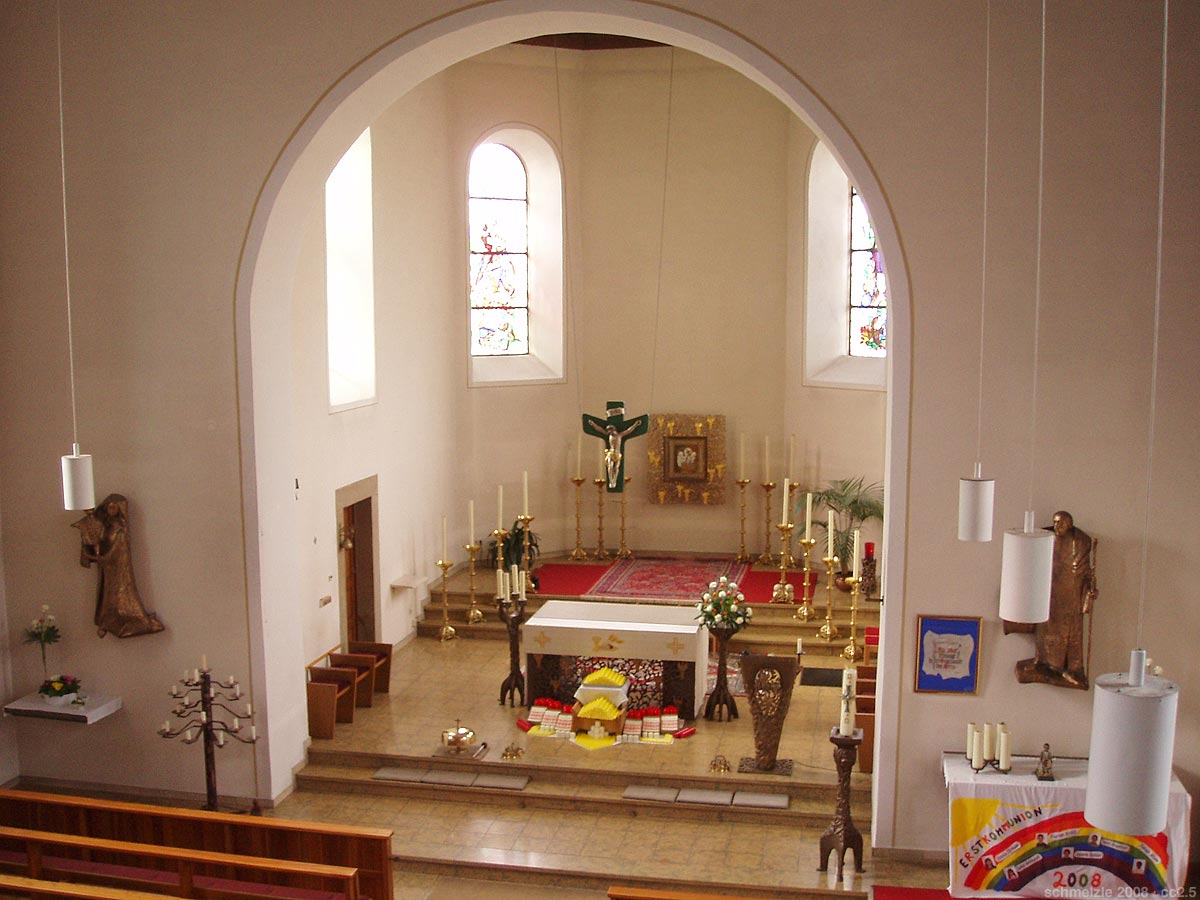
Blick von der Empore zum Chor

Im Zuge der Liturgiereform 1956 wurde die Kirche im Inneren stark vereinfacht. Die Ausmalung wurde komplett entfernt, die Decken wurden teilweise abgehängt. Auf Initiative des ab 1962 die Stelle versehenden Pfarrers Roman Gumbel wurden für das schlichte Kircheninnere sukzessive moderne Altäre, Heiligenfiguren, Tabernakel, Kerzenständer usw. angeschafft. Die Orgel wurde 1983/84 restauriert.
Anstelle der Seitenaltäre traten Bronzefiguren der Maria und des Josef, gestaltet von Gisela Bär 1971. Dieselbe Künstlerin schuf auch den Osterleuchter mit Evangelistendarstellungen und figürlichen Schmuck an Altar und Tabernakel sowie eine mehrteilige Kreuzweg-Darstellung, die 1981 an den Kirchenwänden angebracht wurde.
1984 erhielt der Chor zwei Buntglasfenster des Neckarsteinacher Künstlers Valentin Peter Feuerstein mit der Darstellung des Heiligen Georg als Drachentöter und der Notburga von Hochhausen als Einarmige. Im März 1990 wurden zehn weitere Buntglasfenster desselben Künstlers mit biblischen Motiven eingesetzt.
Im Ersten und Zweiten Weltkrieg mussten jeweils die beiden größten Glocken abgeliefert werden, für die 1921 bzw. 1955 jeweils Ersatz beschafft wurde. 1985 und 1987 kamen nochmals je zwei Glocken hinzu, dafür wurde die kleine alte Glocke von 1810 abgehängt. Insgesamt hat die Kirche heute ein sechsstimmiges Geläut aus folgenden Glocken: Hl. Josef (185 kg) und Maria Königin (510 kg), geweiht am 19. April 1955, St. Georg (1360 kg) und Notburga (940 kg), geweiht im Dezember 1986, sowie Vater unser (1860 kg) und Altarsakramenten (315 kg), geweiht am 4. Oktober 1987.

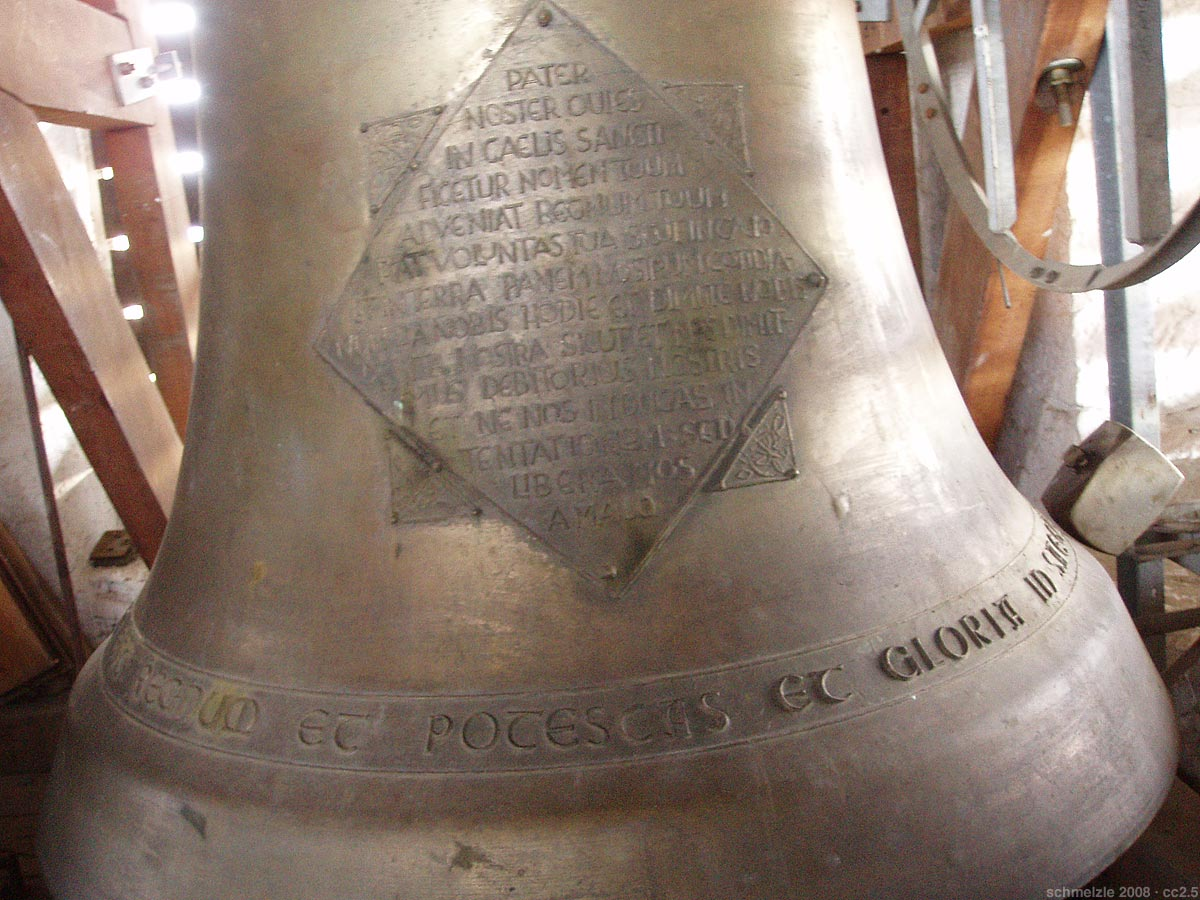
Glocke „Vater unser“
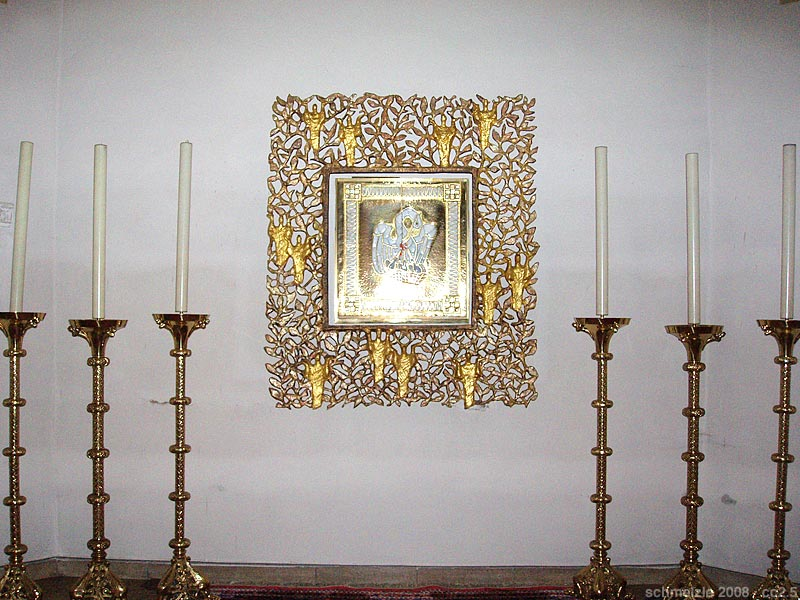
Neues Tabernakel

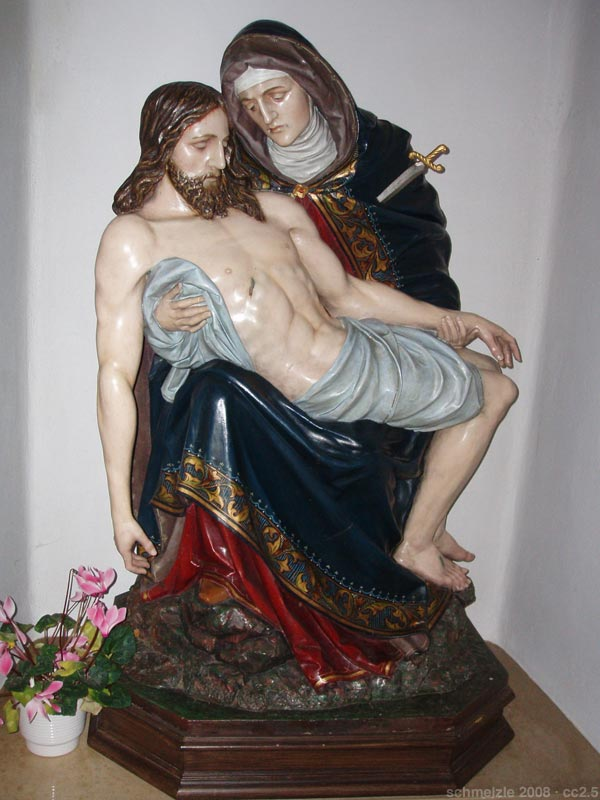
Pietà

Im Besitz der Gemeinde haben sich verschiedene Ausstattungsgegenstände erhalten, die bis zur Umgestaltung 1956 die Kirche geschmückt haben. Eine historische Pietà wurde in einer Nische an der rechten Wand beibehalten, die einstmals im Chorraum aufgestellten Statuen von Petrus und Paulus fanden einen neuen Platz über der Seitentür. Im Turmsockel ist eine alte Grabplatte eingelassen. Das alte Tabernakel sowie alte Gemälde und Heiligenfiguren wurden eingelagert.

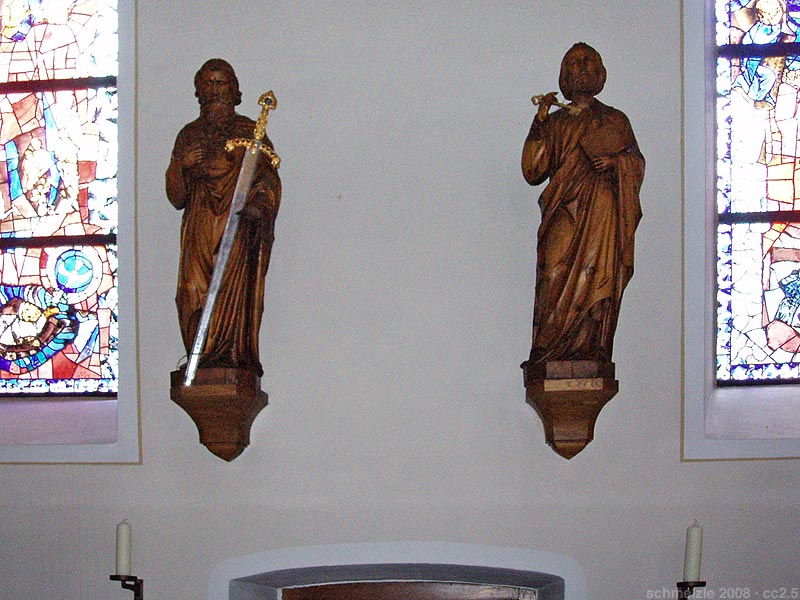
Petrus und Paulus
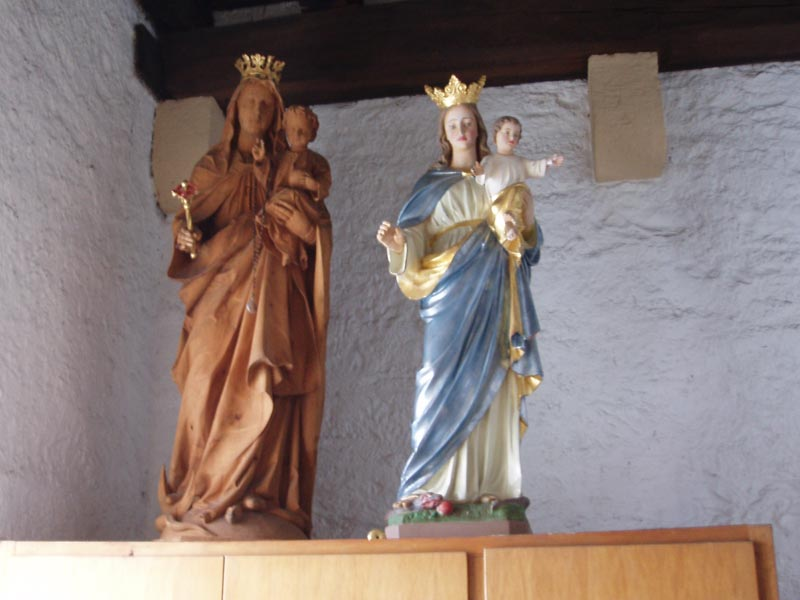
Alte Madonnenfiguren
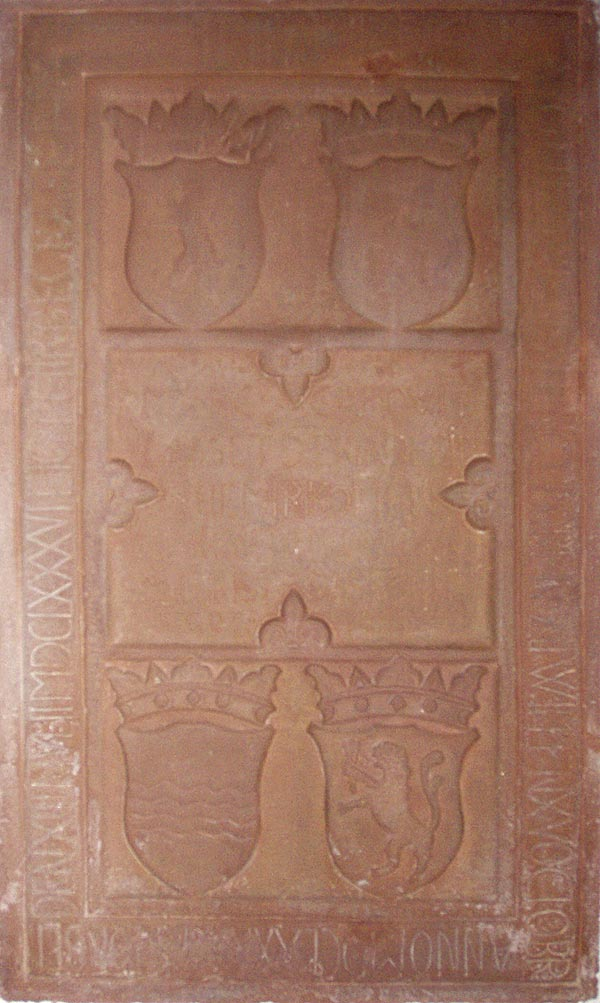
Grabplatte